# Championnat du Maroc de football 1973-1974
Navigation
Édition précédente Édition suivante
Le club du Raja de Beni Mellal a remporté le championnat du Maroc de football 1973-1974, et ceci pour la première fois de son histoire. Notons que pour la deuxième fois de suite le tenant en titre est relégué.

## Classement final
| Rang | Équipe                          | Pts | J  | G  | N  | P  | Bp | Bc | Diff |
| ---- | ------------------------------- | --- | -- | -- | -- | -- | -- | -- | ---- |
| 1    | Raja de Beni Mellal             | 66  | 30 | 10 | 16 | 4  | 27 | 21 | +6   |
| 2    | Raja Club Athletic CdT          | 63  | 30 | 12 | 9  | 9  | 34 | 26 | +8   |
| 3    | Difaâ d'El Jadida               | 62  | 30 | 11 | 11 | 8  | 25 | 22 | +3   |
| 4    | Mouloudia Club d'Oujda          | 62  | 30 | 11 | 10 | 9  | 35 | 31 | +4   |
| 5    | Wydad AC                        | 61  | 30 | 8  | 15 | 7  | 20 | 20 | 0    |
| 6    | Union de Sidi Kacem             | 60  | 30 | 10 | 10 | 10 | 27 | 28 | -1   |
| 7    | Chabab Mohammédia               | 60  | 30 | 8  | 14 | 8  | 32 | 33 | -1   |
| 8    | TAS de Casablanca               | 59  | 30 | 10 | 9  | 11 | 37 | 33 | +4   |
| 9    | FAR de Rabat                    | 59  | 30 | 7  | 15 | 8  | 36 | 33 | +3   |
| 10   | FUS de Rabat                    | 59  | 30 | 6  | 17 | 7  | 26 | 26 | 0    |
| 11   | Maghreb de Fès V                | 59  | 30 | 7  | 15 | 8  | 22 | 24 | -2   |
| 12   | Renaissance de Settat           | 59  | 30 | 10 | 9  | 11 | 28 | 32 | -4   |
| 13   | Kawkab de Marrakech P           | 59  | 30 | 9  | 11 | 10 | 26 | 32 | -6   |
| 14   | Association sportive de Salé P  | 58  | 30 | 8  | 12 | 10 | 31 | 34 | -3   |
| 15   | Ittihad Zemmouri de Khémisset ↓ | 58  | 30 | 8  | 12 | 10 | 28 | 31 | -3   |
| 16   | KAC de Kénitra T ↓              | 55  | 30 | 6  | 13 | 11 | 22 | 30 | -8   |

- Qualifications

- Qualification Coupe du Maghreb des clubs champions 1974-1975
- Champion & qualification Coupe Mohammed V 1974

- Vice-champion
- Relégué en Championnat du Maroc de football D2

- Abréviations

T : Tenant du titre

V : Vice-champion 1972-1973

P : Promus du Championnat du Maroc de football D2  1972-1973

CdT : Vainqueur de la Coupe du Trône de football 1973-1974
Le classement est établi sur le même barème de points que durant l'époque coloniale, c'est-à-dire qu'une victoire vaut trois points, un match nul deux points et défaite à un point.
Le Moghreb de Tétouan et le Raja d'Agadir sont promus en D1 à l'issue de la saison.

## Statistiques

### Meilleur Attaque
- 1- 35 buts marqués : Mouloudia d'Oujda
- 2- 34 buts marqués : Raja Club Athletic

## Bilan de la saison
| Championnat du Maroc de football 1973-1974                        |                                 |
| Champion                                                          | Raja de Beni Mellal (1er titre) |
| Coupes et trophées                                                |                                 |
| Vainqueur de la Coupe du Trône 1973-1974                          | Raja Club Athletic              |
| Qualifications continentales                                      |                                 |
| Coupe Mohammed V                                                  | Raja de Beni Mellal             |
| Coupe du Maghreb des clubs champions 1974-1975                    | Raja de Beni Mellal             |
| Promotions et relégations                                         |                                 |
| Promus en Championnat du Maroc de football                        | Moghreb de Tétouan              |
| Promus en Championnat du Maroc de football                        | Raja d'Agadir                   |
| Relégués en Championnat du Maroc de football de deuxième division | KAC de Kénitra                  |
| Relégués en Championnat du Maroc de football de deuxième division | Ittihad Zemmouri de Khémisset   |